# Il risveglio della sfinge
Il risveglio della sfinge (Jake Ransom and the Howling Sphinx) è un romanzo giallo, per ragazzi di James Rollins. È il secondo romanzo con protagonista Jake Ransom, dopo L'ombra del re (Jake Ransom and the Skull King's Shadow).
Il libro è stato tradotto in francese, russo, polacco, oltre che in italiano.

## Trama
Una berlina nera mandò in frantumi la vetrata della palestra e puntò dritto verso di loro. Jake si gettò a terra appena in tempo: la macchina li sfiorò e si schiantò contro la parete. Si sentiva odore di benzina e, per strada, la gente cominciò a correre sul luogo dell'incidente...ammesso che si trattasse di un incidente. Jake si avvicinò all'auto e sbirciò all'interno. Si aspettava ti trovare una persona accasciata contro il volante, ma al posto di guida non c'era nessuno. Controllò il lato del passeggero e i sedili posteriori. Vuoti. Com'era possibile? E da questo momento inizia l'avventura per il nostro Jake.

## Edizioni in italiano
- James Rollins, Il risveglio della sfinge: romanzo, traduzione di Carla Gaiba, Milano: Nord, 2012
- James Rollins, Il risveglio della sfinge: romanzo, traduzione di Carla Gaiba, Milano: TEA, 2014